# Сан-Джорджо-П'ячентіно
Сан-Джорджо-П'ячентіно (італ. San Giorgio Piacentino) — муніципалітет в Італії, у регіоні Емілія-Романья,  провінція П'яченца.
Сан-Джорджо-П'ячентіно розташований на відстані близько 410 км на північний захід від Рима, 140 км на захід від Болоньї, 12 км на південь від П'яченци.
Населення — 5810 осіб (2014).
Щорічний фестиваль відбувається 23 квітня. Покровитель — святий Юрій.

## Демографія
Населення за роками:

Станом на 1 січня 2023 року в муніципалітеті офіційно проживало 429 іноземців з 37 країн, серед них 94 громадяни країн Євросоюзу та 23 громадяни України.

## Сусідні муніципалітети
- Карпането-П'ячентіно
- Гроппарелло
- Поденцано
- Понте-делл'Оліо
- Понтенуре
- Вігольцоне